# 天中街道
天中街道，是中华人民共和国山東省菏泽市定陶区下辖的一个乡镇级行政单位。

## 行政区划
天中街道下辖以下地区：
东城社区、西城社区、南城社区、城关社区、王洪庙村、西王楼村、郑庄村、孔书庄村、李竹匠村、玉皇庙村、耿赵庄村、八大寨村、魏庙村、甄王庄村、马店村、罗庄村、观堂村、王庙村、魏胡同村、铁渠庙村、吴庄村和东王楼村